# آینه بغل

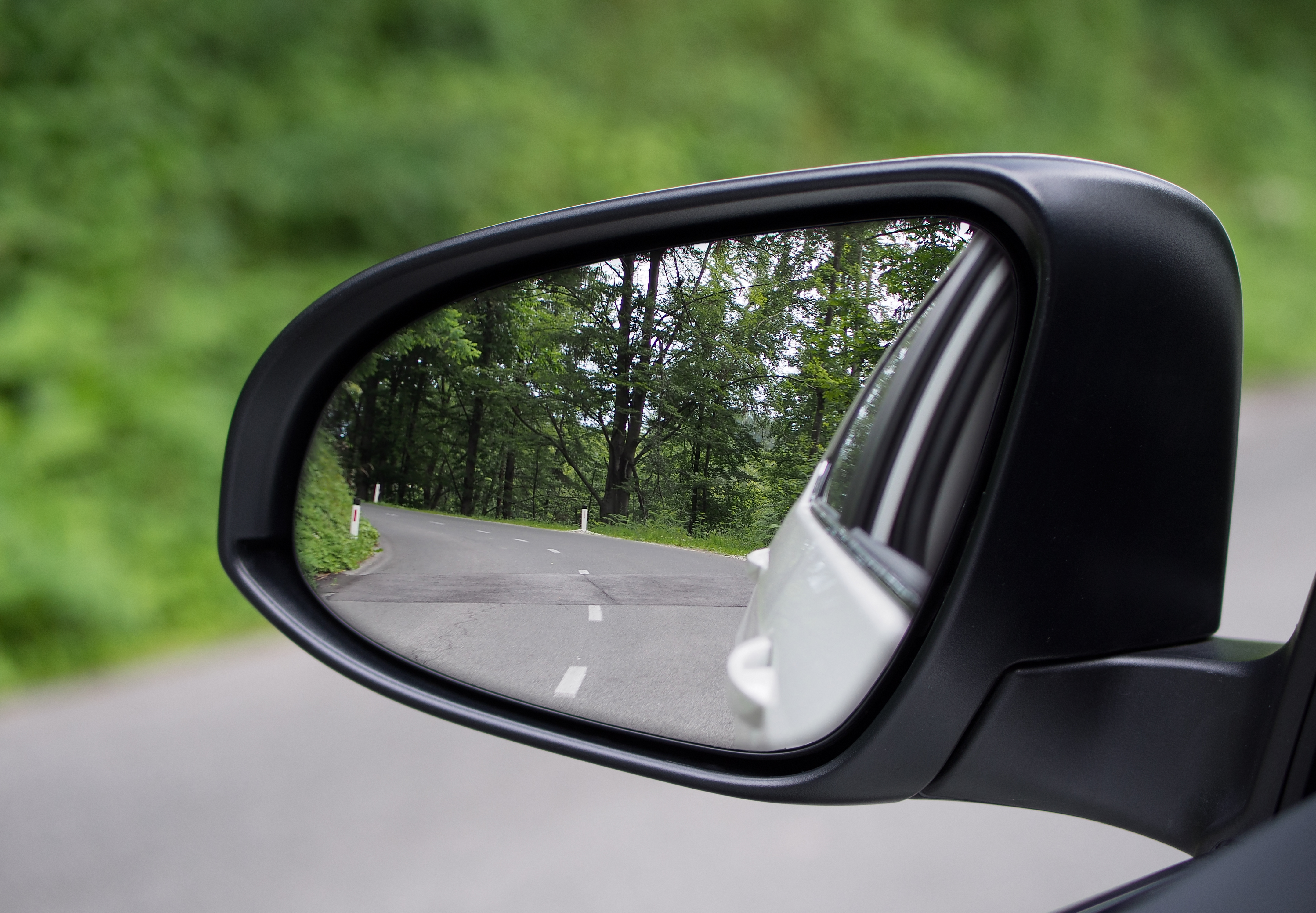
آینه جانبی دو کانتور. سطح محدب بزرگ داخلی از سطح کروی کوچک خارجی جدا شده است.

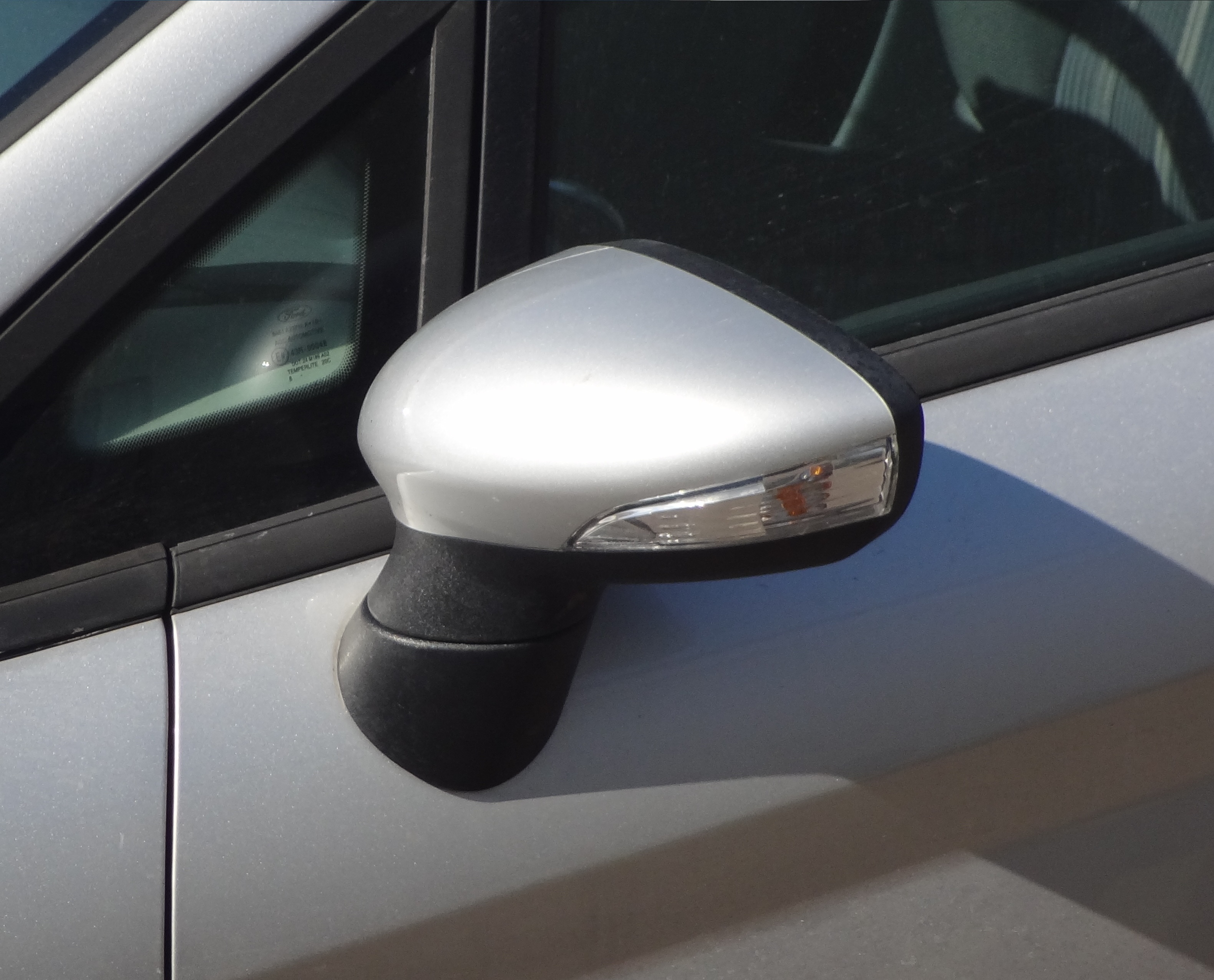
آینه جانبی با چراغ راهنما

یک آینه بغل (به انگلیسی: Side-view mirror) (به انگلیسی: side mirror) و آینه جانبی و آینه درب (به انگلیسی: door mirror) که بعضاً به عنوان آینه بال (به انگلیسی: wing mirror) نیز شناخته می‌شود، آینه‌ای است که به منظور کمک به راننده در دیدن قسمت‌های پشت و در کنار وسیله نقلیه که در خارج از محدودهٔ دید راننده (نقطه کور) قرار دارد استفاده می‌شود.
تقریباً همه خودروهای مدرن آینه‌های جانبی خود را بر روی درها سوار می‌کنند - به‌طور معمول در ستون A - بالاتر از گلگیر.

## آینه بغل اختیاری
در دهه ۱۹۴۰ بسیاری از جاده‌ها آسفالت نشده و دارای دو خط بودند، هر کدام در یک جهت. رانندگان فقط می‌بایست از ترافیک در جلوی خود و به‌طور مستقیم در پشت خود (با استفاده از آینه عقب) آگاه می‌بودند. به همین دلیل تا اواخر دهه ۱۹۶۰ اکثر وسایل نقلیه مسافری با یک آینه عقب تولید می‌شدند. خودروها آینه سمت مسافر را تنها به عنوان یک آپشن اختیاری و لوکس در اختیار داشتند.